# Potok, Železniki
Potok je naselje v Selški dolini v Občini Železniki.